# Hermann Schäfer (Historiker)

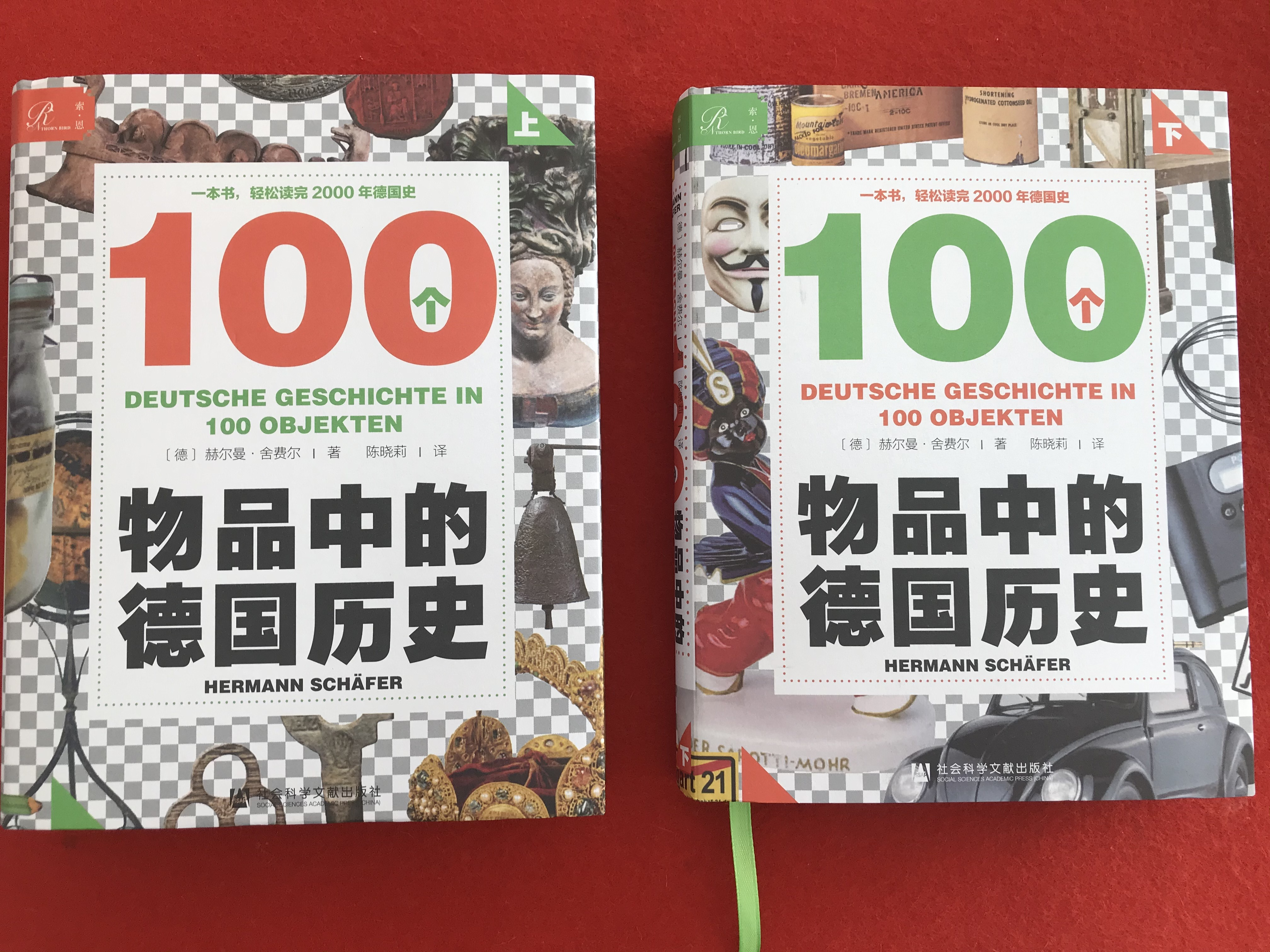
Hermann Schäfer, Deutsche Geschichte in 100 Objekten, Peking 2021

Hermann Schäfer (* 29. Dezember 1942 in Wittlich) ist ein deutscher Historiker. Er war Gründungspräsident der von Helmut Kohl initiierten Stiftung Haus der Geschichte der Bundesrepublik Deutschland.

## Leben
Hermann Schäfer unter anderem Geschichte und Anglistik in Frankfurt, Bonn und Freiburg. Als Student wurde er Mitglied der katholischen Studentenverbindungen Westmark-Bonn und Germania-Hohentwiel in Freiburg, beide im KV. 1977 wurde er in Freiburg promoviert. 1986 habilitierte er sich mit einer wirtschafts- und sozialgeschichtlichen Arbeit. Er ist außerplanmäßiger Professor an der Universität Freiburg und Honorarprofessor an der Universität Karlsruhe.
Schäfer übernahm 1987 das Amt des Gründungsdirektors der Stiftung Haus der Geschichte der Bundesrepublik Deutschland in Bonn. In seine rund zwanzigjährige Amtszeit fielen dessen Eröffnung 1994 und die Eröffnung des Zeitgeschichtlichen Forums Leipzig 1999. Das Haus der Geschichte erhielt 1995 den Museumspreis des Europarates, zahlreiche Auszeichnungen folgten.
Ab dem 1. Februar 2006 war Schäfer als Ministerialdirektor Leiter der Abteilung Kultur und Medien im Bundeskanzleramt und damit Vize-Kulturstaatsminister. Am 25. August 2006 sprach Schäfer in dieser Funktion zu Beginn des den Opfern des KZ Buchenwald gewidmeten Konzerts „Gedenken Buchenwald“ in Weimar vor allem über Vertreibung und Flucht der Deutschen, ohne auf die Opfer des KZs einzugehen. Mit „Aufhören“-Rufen erzwangen Zuhörer den Abbruch seines Grußwortes. Mit seiner Rede habe er dem Ansehen Deutschlands geschadet, sagte der damalige Bundestagsvizepräsident Wolfgang Thierse (SPD). Schäfer bat für den Eklat um Entschuldigung. Er habe in seiner Ansprache die Opfer des Holocaust nicht eingebunden, da ihm gesagt worden sei, in der Rede solle es um Erinnerungspolitik im Allgemeinen gehen. Zum Jahresende 2007 trat Schäfer in den Ruhestand.
Ab 2009 war Schäfer Mitglied im Vorstand der Peter-Tamm sen-Stiftung und in dieser Funktion wissenschaftlicher Leiter des Internationalen Maritimen Museums Hamburg. Wegen Differenzen über Sammlungspräsentation und inhaltliche Ausrichtung des Museums mit dem Stiftungsgründer bekleidete Schäfer dieses Amt nur bis Ende 2009.
Hermann Schäfer war Mitglied zahlreicher Gremien, unter anderem beim Goethe-Institut, Vizepräsident der Deutschen UNESCO-Kommission, Trustee und Judging Member im Leitungskomitee des European Museum Forum sowie Vorstandsmitglied der Visitor Studies Association in den USA. 2021 trat er dem Netzwerk Wissenschaftsfreiheit bei.

## Auszeichnungen und Ehrungen
- 1997: Verdienstorden der Bundesrepublik Deutschland am Bande
- 2001: Chevalier de L’Ordre national du Mérite

## Schriften
- Regionale Wirtschaftspolitik in der Kriegswirtschaft. Staat, Industrie und Verbände während des 1. Weltkrieges in Baden. Kohlhammer, Stuttgart 1983, ISBN 978-3-17-005148-5 (zugl. Dissertation).
- Deutsche Geschichte in 100 Objekten. Piper, München 2015, ISBN 978-3-492-05702-8; chinesische Ausgabe in 2 Bänden bei Social Science Academic Press, Peking 2021, ISBN 978-7-5201-5043-9.
- mit Joachim Scholtyseck, Carsten Burhop, Michael Kißener: Merck. Von der Apotheke zum Weltkonzern C.H. Beck, München 2018, ISBN 978-3-406-70040-8; englische Übersetzung: Merck. From a Pharmacy to a Global Corporation 1668–2018. C.H. Beck, München 2018, ISBN 978-3-406-70039-2.
- mit Peter Diepold, Carl-Hans Hauptmeyer, Kurt-Jürgen Maaß (Hrsg.): Rotary unter dem Nationalsozialismus. Lehren aus der Geschichte für die Zukunft. Freiburg 2019, ISBN 978-3-00-062778-1; englische Übersetzung: Rotary under Nazi Rule. Learning from the Past for a better Future. Freiburg 2019, ISBN 978-3-00-062779-8.
- Die Rotary Clubs im Nationalsozialismus. Die ausgeschlossenen und diskriminierten Mitglieder. Ein Gedenkbuch. Wallstein, Göttingen 2024, ISBN 978-3-8353-5635-1.

## Belege
1. ↑  Hermann Schäfer: Geschichte für ein vereintes Deutschland / Mara Weber: Dokumentiertes Gespräch mit Hermann Schäfer vom 11. April 2022. In: Alexander Olenik, Helmut Rönz, Keywan Klaus Münster (Hrsg.): Die „Bonner Republik“ in Zeitzeugengesprächen. Geschichte und Erinnerung aus regionaler Perspektive (= Stadt und Gesellschaft. Studien zur Rheinischen Landesgeschichte, Band 12). Böhlau, Köln 2024, ISBN 978-3-412-52796-9, S. 77–97.
2. ↑  Schäfer-Affäre. NS-Gedenkstätten sollen zum Vertriebenentag flaggen. In: Spiegel Online, 29. August 2006.
3. ↑  Schäfer verlässt das Maritime Museum. In: Hamburger Abendblatt, 12. August 2009.
4. ↑  Mitglieder, auf netzwerk-wissenschaftsfreiheit.de

| Personendaten    | Personendaten                                      |
| ---------------- | -------------------------------------------------- |
| NAME             | Schäfer, Hermann                                   |
| KURZBESCHREIBUNG | deutscher Historiker und Vize-Kulturstaatsminister |
| GEBURTSDATUM     | 29. Dezember 1942                                  |
| GEBURTSORT       | Wittlich                                           |